# Pteropsiella
Pteropsiella là một chi rêu trong họ Lepidoziaceae.